# Dikke darm
De dikke darm, of intestinum crassum is het gedeelte van de darmen dat via de klep van Bauhin volgt op de dunne darm.
In de dikke darm worden voedselresten in het lichaam opgenomen die de dunne darm niet heeft kunnen verwerken. Dit is bijvoorbeeld het geval bij bestanddelen die niet de juiste vorm hebben of die eerst nog moeten worden afgebroken door darmbacteriën. Er wordt vooral veel water met voedingszouten geabsorbeerd.
De onverteerbare resten komen ten slotte terecht in het laatste gedeelte van het spijsverteringskanaal, de endeldarm (het rectum).

## Onderdelen van de dikke darm
- blindedarm (intestinum caecum) met appendix vermiformis
- karteldarm (colon)
  - colon ascendens: het deel van het colon dat van rechtsonder in de buik naar rechtsboven in de buik loopt
  - flexura hepatica: de bocht ter hoogte van de lever waar het opstijgende deel van de dikke darm overgaat in het dwarse deel.
  - colon transversum: dwarse deel, loopt in het bovenste deel van de buik van rechts naar links
  - flexura lienalis: de bocht ter hoogte van de milt waar het dwarse deel van de dikke darm overgaat in het dalende deel.
  - colon descendens: loopt van linksboven naar linksonder in de buik
  - colon sigmoides of sigmoïd, het S-vormig deel dat overgaat in het rectum.
- endeldarm (rectum): het laatste stuk tussen het colon en de anus.

## Opbouw van de darmwand
De lagen van de dikke darm zijn van binnen (lumen) naar buiten:
- Tunica mucosa
  - Epitheel (met slijmbekercellen)
  - Lamina propria mucosae (met folliculus lymphaceus solitarius)
  - Lamina muscularis mucosae
- Tela submucosa
- Tunica muscularis
  - Stratum circulare
  - Stratum longitudinale
- Tela subserosa
- Tunica serosa

De dikke darm is gekenmerkt door zijn haustraties. Dit zijn plooien die de darm langs de buitenzijde om de paar centimeter lijkt in te snoeren. Aan de binnenzijde zien we dat deze haustraties de plicae semilunares coli vormen, een soort halvemaanvormige flapjes die ter hoogte van elke haustratie drie plicae vormen en zo de indruk geven dat de darmholte (lumen) driehoekig is.

## Werking
In de dikke darm bevinden zich zeer veel bacteriën die de laatste afbraak doen van de stoffen die zich op dat moment in de darm bevinden. Zij zorgen voor de omzetting van urobilinogeen tot stercobiline, de bruine galkleurstof die aan de ontlasting de bruine kleur geeft. Tevens produceren darmbacteriën vitamine K dat nodig is voor de aanmaak van stollingsfactoren.

Het is ook vooral in de dikke darm dat het water uit de laatste afvalresten wordt gehaald en in het lichaam wordt opgenomen. De pH-waarde in de colon ligt tussen 5,5 en 7 (licht zuur tot neutraal).

## Mogelijke afwijkingen van de dikke darm
- Infectie en ontsteking:
  - inflammatory bowel diseases (IBD) 
    - colitis ulcerosa
    - ziekte van Crohn

  - infectieuze enterocolitis
  - diverticulitis
- Aangeboren en verworven afwijkingen:
  - metaplasie
  - divertikels
  - stenosen
  - ziekte van Hirschsprung
  - coloncarcinoom
  - poliepen
  - hemangiomen
- Functiestoornissen:
  - darmobstructie (ileus) 
    - mechanische ileus
    - adynamische ileus
    - obstructie-ileus

  - darmperforatie
  - invaginatie
  - diarree
  - short bowel syndrome
  - Prikkelbaredarmsyndroom (ook wel PDS, spastisch colon of irritable bowel syndrome (IBS)
- kolieken
- Vasculaire stoornissen
- Fecalomen

## Beeldvorming (onderzoek)
De dikke darm kan op verschillende manieren worden onderzocht:
- sigmoïdoscopie of colonoscopie: bijna altijd de meest informatieve onderzoeken. Er wordt direct in de darm gekeken met een flexibele endoscoop.
- blanco radiografie (RX) van het abdomen (buikoverzichtsfoto) geeft meestal maar heel weinig informatie.
- radiografie (RX) met contrastvloeistof. Goede informatie maar meestal minder dan colonoscopie.
- computertomografie (CT-scan) Door nieuwe reconstructie-methoden sterk in opkomst. Door scans te maken in verschillende houdingen (buik- en rugligging) en deze samen te voegen kan men een zogenaamde virtuele endoscopie verkrijgen. Dit geeft evenveel informatie als een gewone endoscopie, met minder belasting voor de patiënt.
- Magnetic Resonance Imaging (MRI-scan) heeft soms de voorkeur bij  oncologisch onderzoek.